# محطة قطار الخضيرة الشرقية
محطة قطار الخضيرة الشرقية (بالعبرية: תחנת הרכבת חדרה מזרח تَخَنَاتْ هَارَكِيڤِتْ خَدِيرَا مِزْرَاخْ) هي محطة قطار سابقة في الخضيرة شمالي إسرائيل. كانت في الأصل المحطة النهائية لسكة الحديد الشرقية. في عام 1968 أُغلقت المحطة أمام المسافرين وتم التخلي عن سكة الحديد الواقعة جنوب المحطة حتى كفار سابا. لا يزال قسمٌ قصير من سكة الحديد الشرقية -الذي يربط المحطة شمالًا بسكة حديد الساحل- يعمل، ويُستخدم لقطارات الشحن التي تخدم مصنع غرانوت قُرب غان شموئيل.

## تاريخ
أنشأت شركة خطوط سكك حديد فلسطين -المملوكة لحكومة الانتداب البريطاني- محطة الخضيرة على بعد ميل ونصف شمال شرق البلدة؛ كجزء من مشروع تمديد السكة الحديدية الشرقية إلى حيفا، وافتتحت في عام 1920. كما خدمت المحطة القطارات على خط حيفا - القنطرة. كانت تصل إلى المحطة حافلات من الخضيرة وبرديس حنا وكركور. حتى الأربعينيات من القرن الماضي لم يتوفر في المحطة أي مرافق للركاب المنتظرين، ولا حتى مظلة ليُستظلّ بها من الشّمس أو المطر وغيرهما.

## مبنى المحطة

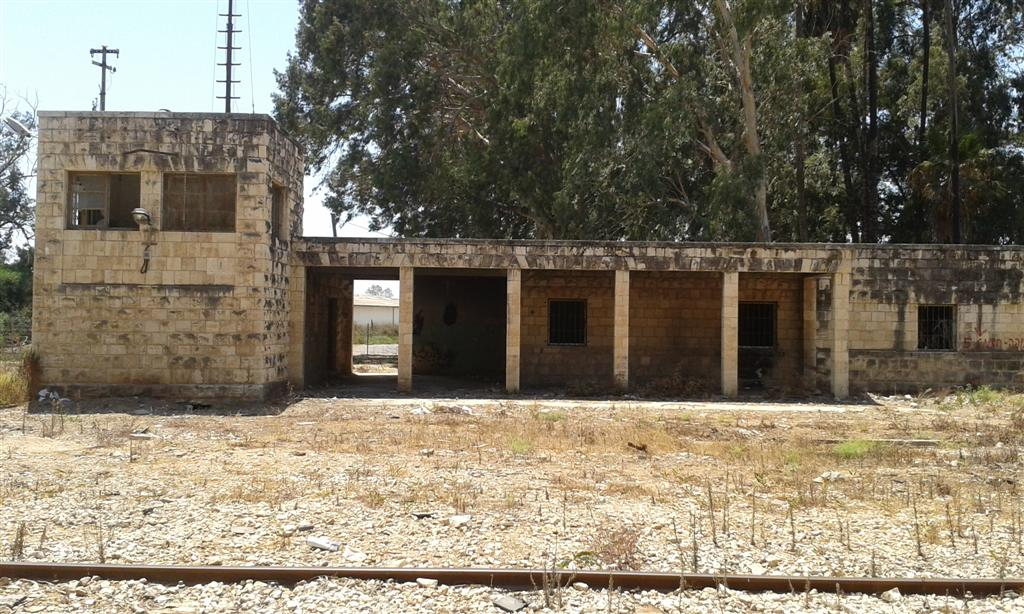
المبنى الرئيسي للمحطة التي بناها البريطانيون عام 1940 (التقطت عام 2015)

إلى الشمال الشرقي من المحطة توجد مستودعات مهملة تعود إلى الستينيات من القرن الماضي. لكن مؤخرًا أُزيلت هذه المباني في ظل أعمال تجديد السكة الحديدية الشرقية.
إلى الجنوب الغربي من المحطة توجد مباني أُقيمت في عهد الانتداب البريطاني وتشمل المبنى الرئيسي الذي كان يمر منه المسافرين وبرج مياه ومراحيض ومستودعات أخرى.
يمر خط القطار باتجاه الجنوب الغربي فوق جسر نهر الخضيرة وبجانب الجسر هناك مبنى صغير وبرج لحراسة الجسر. تنتهي السكة الحديدية اليوم بعد عشرات الأمتار من الجسر، ويُمكن مُلاحظة العتبات الخشبية التي دعمت سكة الحديد في الماضي.
إلى الغرب من المحطة (على طول الجدار الجنوبي لكيبوتس غان شموئيل) توجد طريق محصبة مهدها البريطانيون لمنع المركبات من التوحل.

## خطط مستقبلية
من المتوقع أن تفتتح المحطة من جديد في عام 2026 لخدمة المسافرين كجزء من مشروع تجديد السكة الحديدية الشرقية. حسب المخطط سيتواجد في المحطة خمسة مسارات للسكة الحديدية.
ستخدم المحطة كل من حريش، الخضيرة، بيت إلعزار، المنطقة الصناعية قيسارية، برديس حنا-كركور، غان شومرون، غان شموئيل، تلمي إلعزار، المنطقة الصناعية غرانوت المجاورة لها، المنطقة الصناعية الخضيرة، حيرف لئات، وغفعات حييم.
وبحسب التوقعات فإن سكان هذه التجمعات سيؤيدون إعادة تشغيل المحطة، وعلاوةً على ذلك من المتوقع توسع المناطق الصناعية وانتقال السكان إلى محيط المحطة بعد افتتاحها.

## معرض الصور

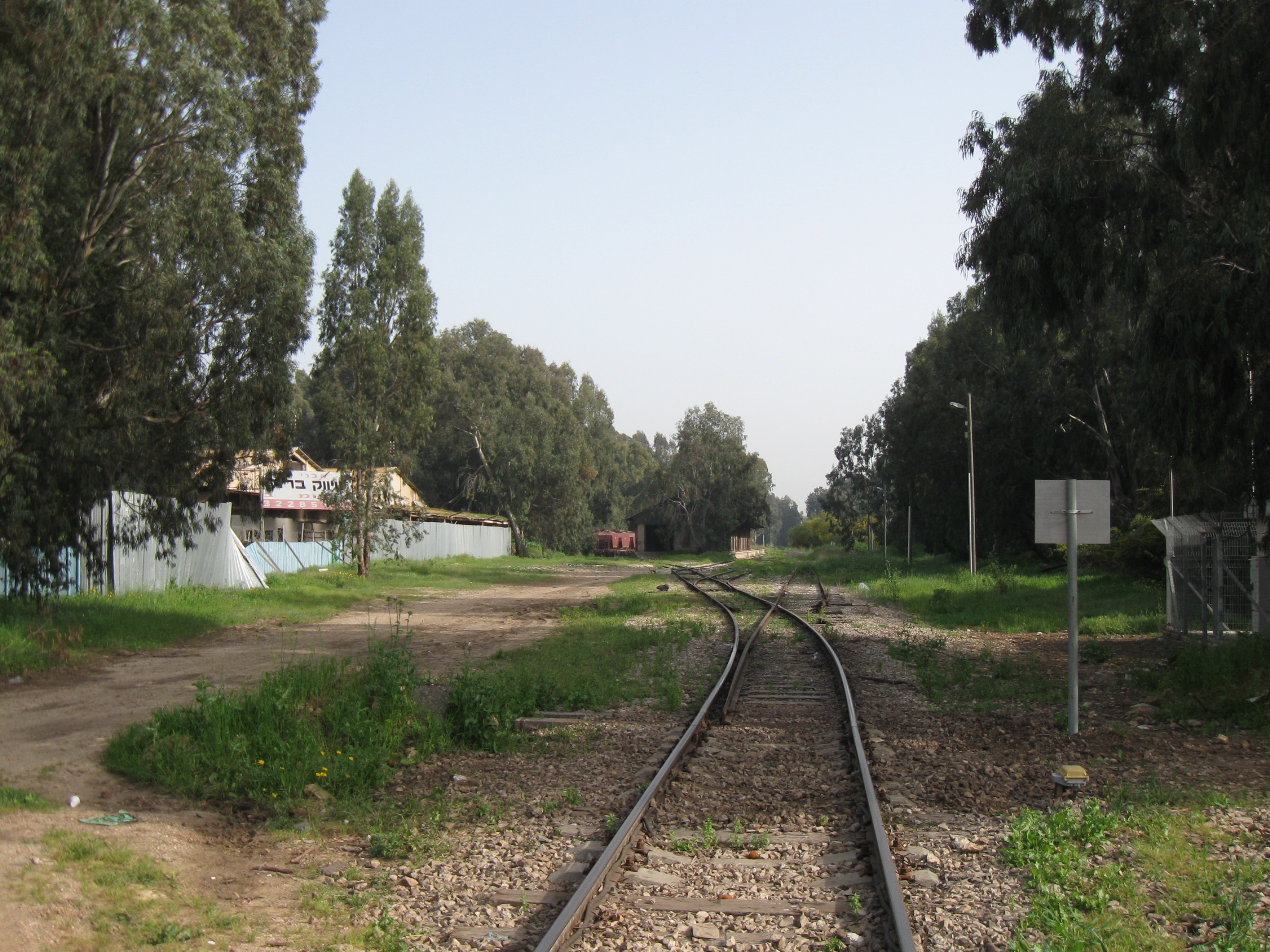
محطة القطار من الشمال (2011)
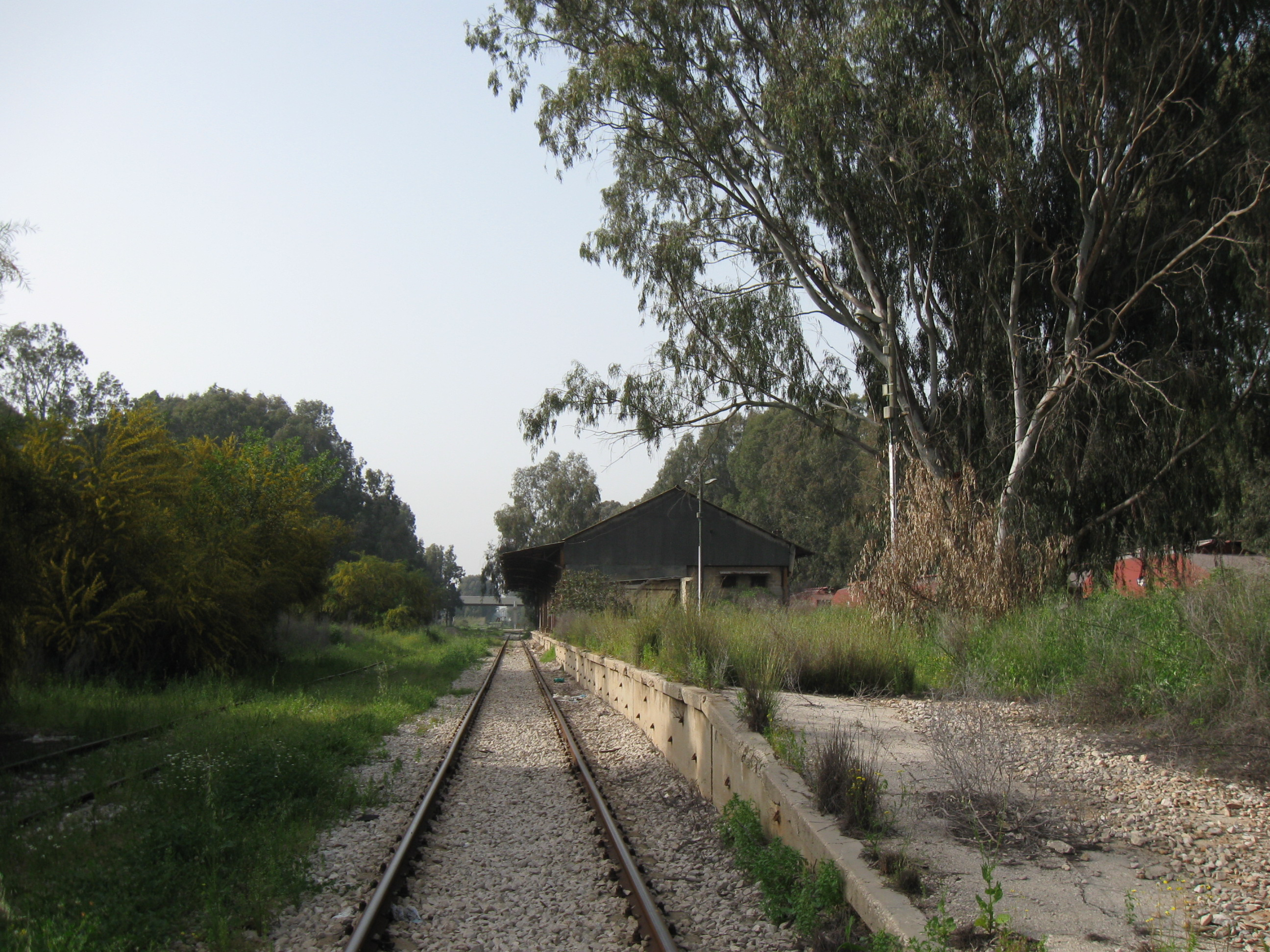
بقايا رصيف ومحطة الشحن، تظهر سكة الحديد المستخدمة وعلى يسارها السكة المهملة
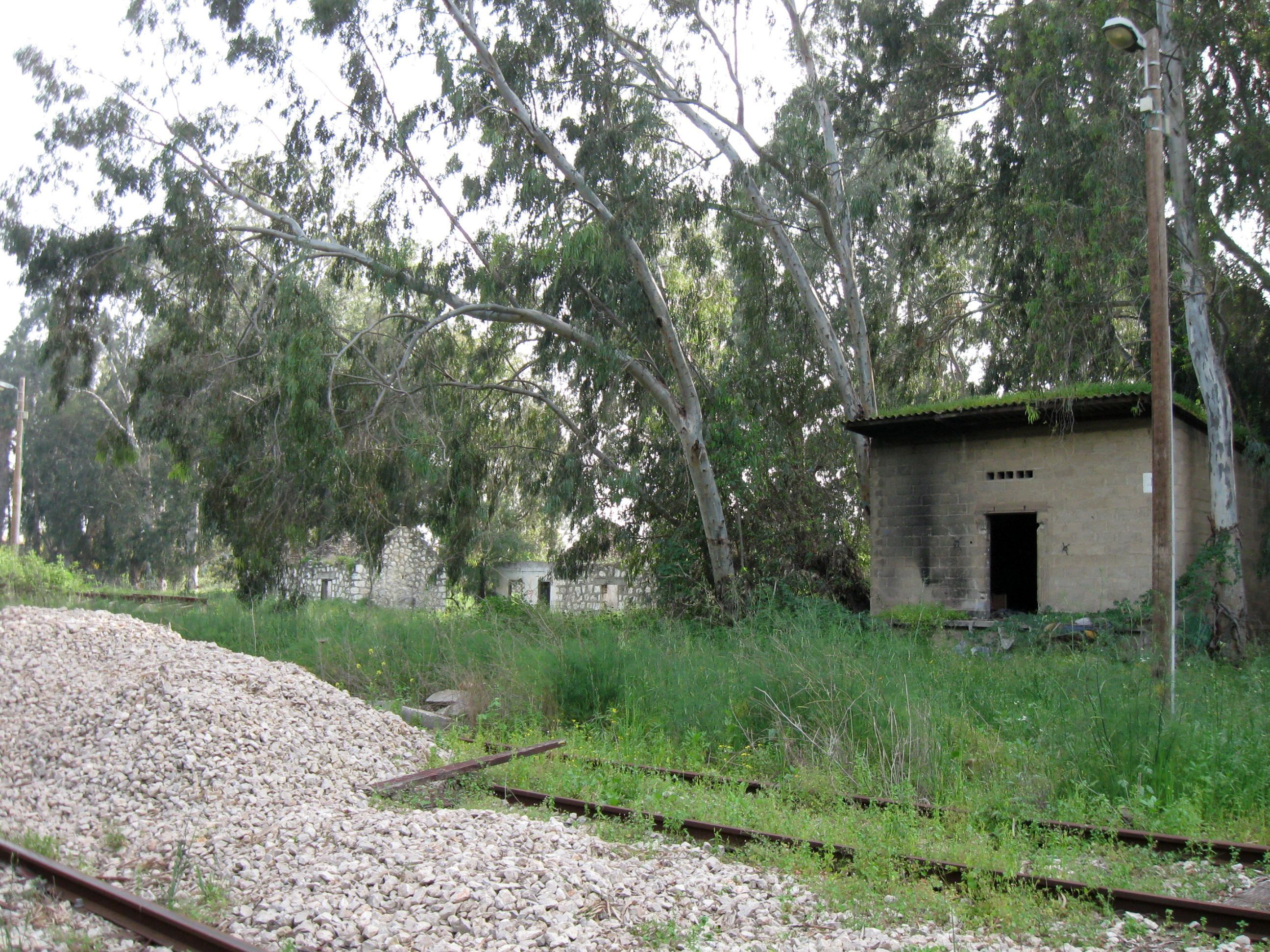
بقايا المباني في المحطة
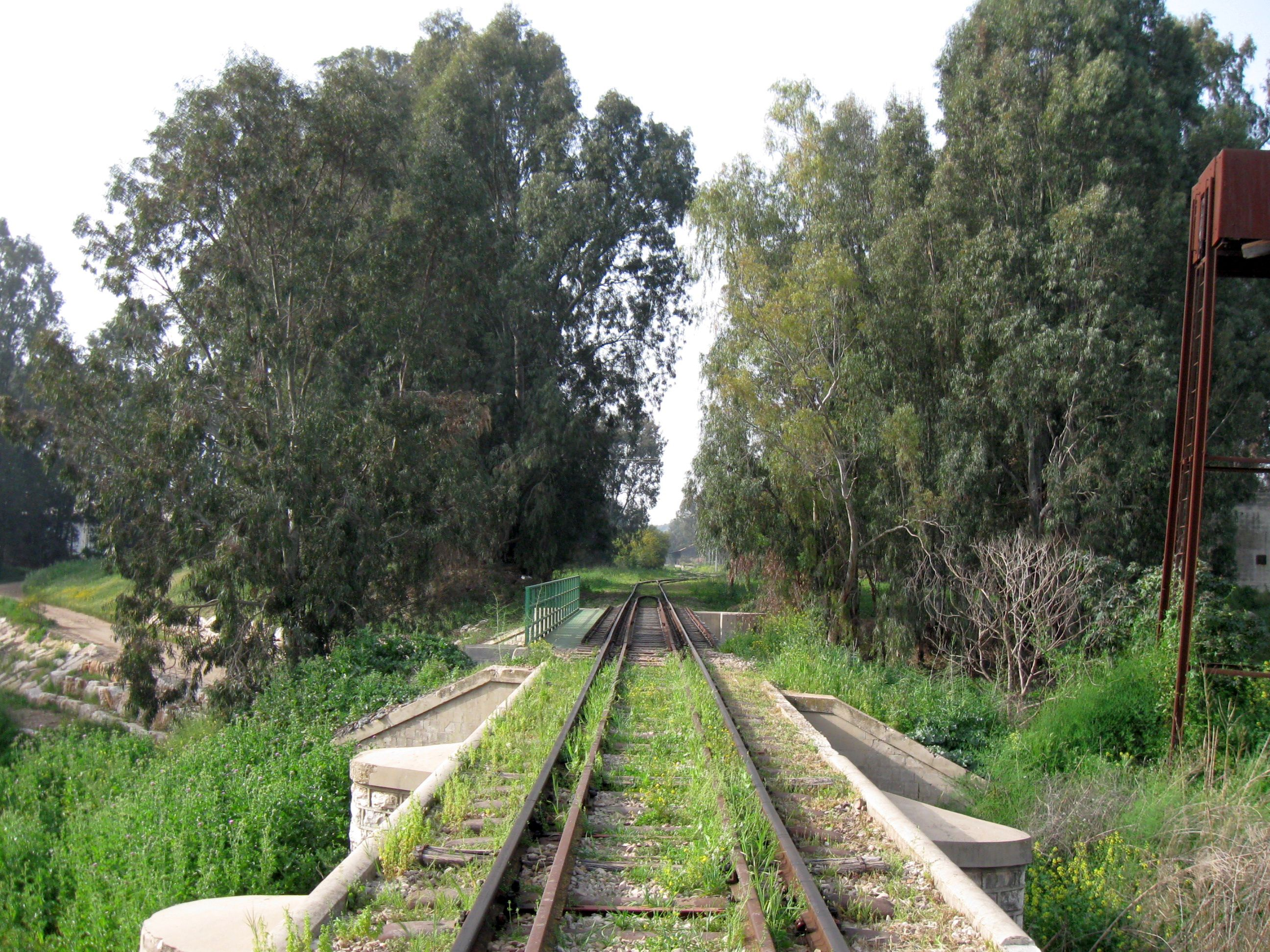
المحطة كما يُنظر إليها من الجنوب. يظهر في مقدمة الصورة جسر سكة الحديد لقطع نهر الخضيرة
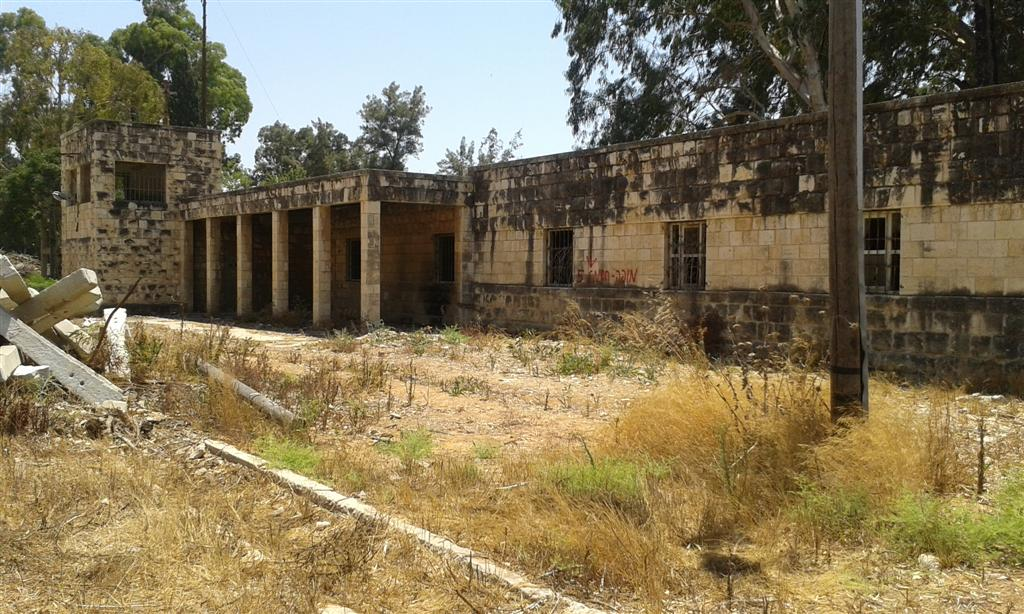
المبنى الرئيسي في المحطة
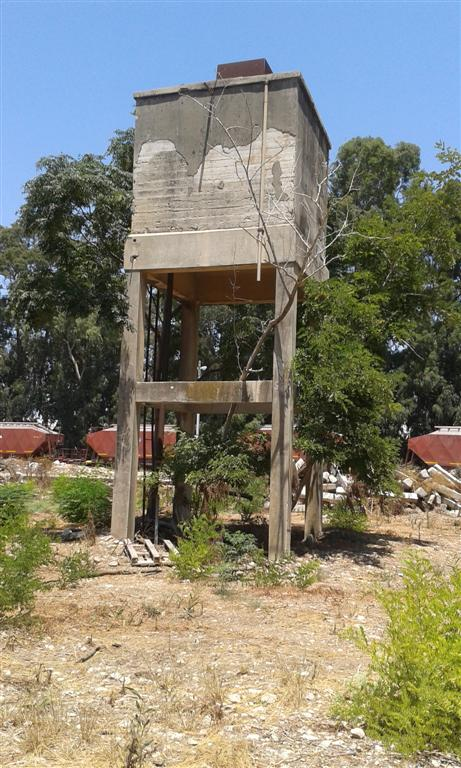
برج المياه إلى الشرق من المبنى الرئيسي
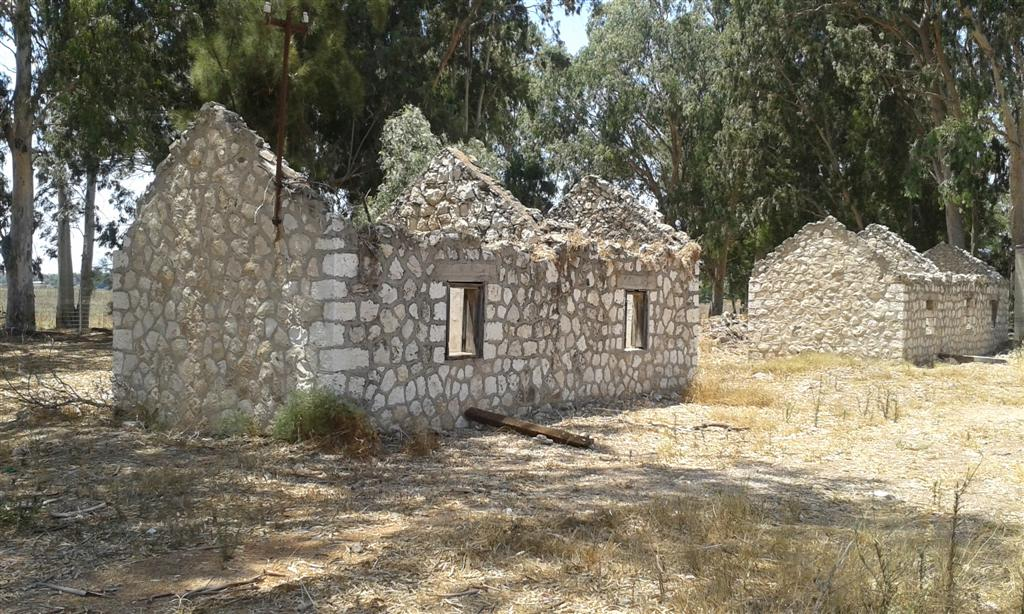
مباني في المحطة
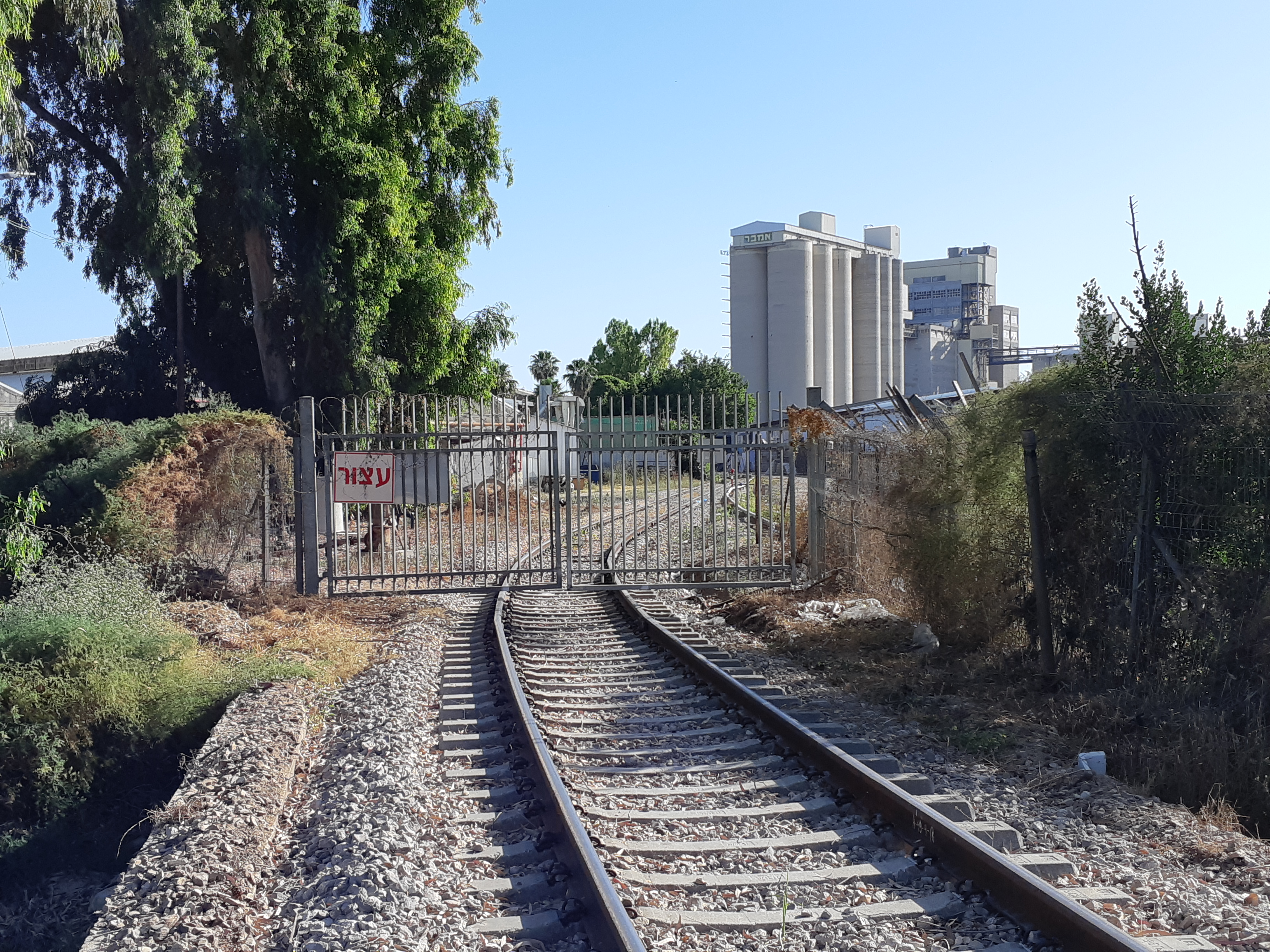
بوابة على سكة الحديد المؤدية إلى مصنع أمبار